# پروگوروتسی
پروگوروتسی (به صربی: Progoreoci) یک منطقهٔ مسکونی در صربستان است که در آرانجلوواس واقع شده‌است. پروگوروتسی ۱٬۰۱۵ نفر جمعیت دارد.